# Mary Poppins (fiktiv figur)
Mary Poppins är en fiktiv figur och centralgestalt i P. L. Travers bokserie Mary Poppins. Hon är barnjungfru hos familjen Banks på Körsbärsvägen (orig. Cherry Tree Lane). Julie Andrews, som spelade i figuren i filmen från 1964, vann Academy Award for Best Actress. Emily Blunt spelade Mary Poppins i Disneys uppföljare, Mary Poppins kommer tillbaka.

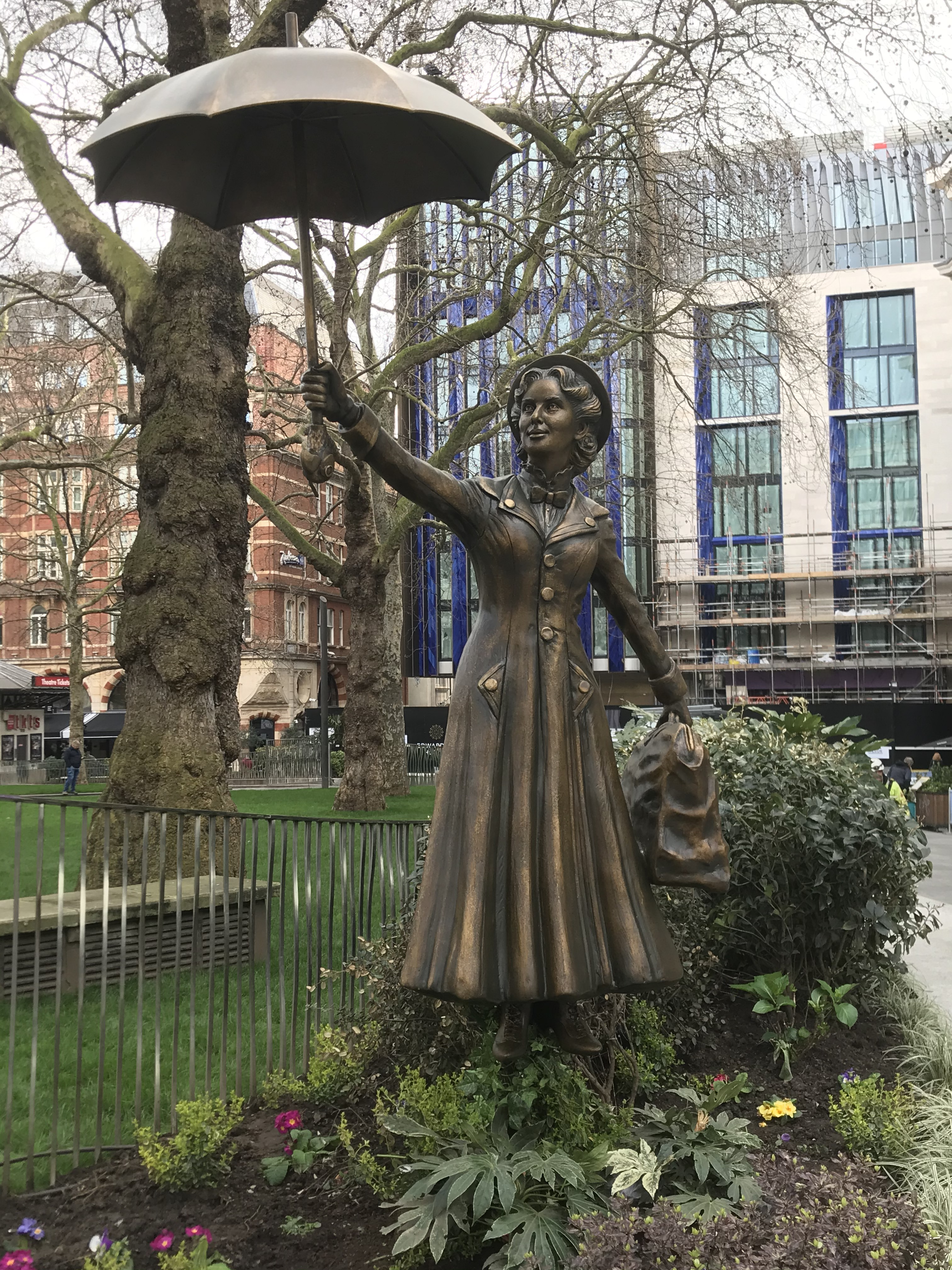
Mary Poppins som skulptur i London.